# 広島高陽フットボールクラブ
広島高陽フットボールクラブ （ひろしまこうようフットボールクラブ、Hiroshima Koyo Football Club）は、広島県広島市安佐北区（旧高陽町地区）にホームを置く日本の少年サッカークラブ。

## クラブの概要
チームは1983年に高陽FC（Koyo Selection Boys Soccer Team）としてクラブ組織を発足。
現在は広島高陽フットボールクラブ（Hiroshima Koyo Football Club）。
7つの学区教室がある（落合教室、落合東教室、亀崎教室、口田教室、口田東教室、深川教室、真亀教室）。
後に「ジュニアユース（U-15）」および「キッズ教室」も発足。
JFA 全日本U-12サッカー選手権大会において広島県代表として9回出場の実績がある。1991年に初出場で準優勝と好成績をおさめると、1997年、1998年、1999年と3年連続で出場している。
第36回全日本少年サッカー大会広島県決勝大会（2012年）において9度目となる大会優勝を果たした。
また、フットサルでは、JFA バーモントカップ 全日本U-12フットサル選手権大会において広島県代表として２回出場の実績がある。2022年に初出場している。
JFA バーモントカップ 第34回全日本U-12フットサル選手権大会広島県決勝大会（2024年）において2度目となる大会優勝を果たした。

## 所属していた選手
- 迫井深也
- 朝日大輔
- 木村允彦
- 田坂祐介
- 髙柳一誠
- 春永代志
- 森重真人
- 増田卓也
- 中山雄登
- 渡大生
- 元田龍矢
- 川辺駿
- 高崎航地(国際審判員)
- 大堀亮之介
- 桂陸人
- 高島絢音